# OR10C1
OR10C1 (англ. Olfactory receptor family 10 subfamily C member 1 (gene/pseudogene)) – білок, який кодується однойменним геном, розташованим у людей на короткому плечі 6-ї хромосоми. Довжина поліпептидного ланцюга білка становить 312 амінокислот, а молекулярна маса — 34 384.
| 10         |  | 20         |  | 30         |  | 40         |  | 50         |
| ---------- |  | ---------- |  | ---------- |  | ---------- |  | ---------- |
| MSANTSMVTE |  | FLLLGFSHLA |  | DLQGLLFSVF |  | LTIYLLTVAG |  | NFLIVVLVST |
| DAALQSPMYF |  | FLRTLSALEI |  | GYTSVTVPLL |  | LHHLLTGRRH |  | ISRSGCALQM |
| FFFLFFGATE |  | CCLLAAMAYD |  | RYAAICEPLR |  | YPLLLSHRVC |  | LQLAGSAWAC |
| GVLVGLGHTP |  | FIFSLPFCGP |  | NTIPQFFCEI |  | QPVLQLVCGD |  | TSLNELQIIL |
| ATALLILCPF |  | GLILGSYGRI |  | LVTIFRIPSV |  | AGRRKAFSTC |  | SSHLIMVSLF |
| YGTALFIYIR |  | PKASYDPATD |  | PLVSLFYAVV |  | TPILNPIIYS |  | LRNTEVKAAL |
| KRTIQKTVPM |  | EI         |  |            |  |            |  |            |

A: Аланін

C: Цистеїн

D: Аспарагінова кислота

E: Глутамінова кислота

F: Фенілаланін

G: Гліцин

H: Гістидин

I: Ізолейцин

K: Лізин

L: Лейцин

M: Метіонін

N: Аспарагін

P: Пролін

Q: Глутамін

R: Аргінін

S: Серин

T: Треонін

V: Валін

W: Триптофан

Кодований геном білок за функціями належить до рецепторів, g-білокспряжених рецепторів, білків внутрішньоклітинного сигналінгу. 
Локалізований у клітинній мембрані, мембрані.